# Si oux
si oux（スー）は、日本の調香師、デザイナー、DJ、モデル、フォトグラファー。山梨県南アルプス市出身。

## 人物
2009年よりDJ活動をスタート。
さらに2018年春、東京コレクションのランウェイ(MUZE PARADOX Amazon Fashion Week TOKYO 2018 A/W )にて初制作した楽曲が採用されトラックメイカーとしても始動、その後2シーズン続け楽曲を書き下ろしている。
また、NYLON JAPAN、Droptokyoでのフォトグラファー出身でもあり、自身のアイデンティティでもある赤く長い髪を基軸に、モデルとしてもディレクターとしてもアートワークを撮り続けており、世界的に活躍する写真家RKとの作品がVOGUE本国にてフューチャーされるなど世界的にも注目される。
女性器をシンボルマークに掲げたことで物議を醸した「VIVE VAGINA(ヴァイヴヴァギーナ)」のブランド運営者でもありデザイン、ディレクション含めすべてを監修、中目黒発ニューパンクレーベル「MINDAID(マインドエイド)」のディレクターでもあり、同レーベルよりアパレルコレクションを発表するなどジャンルレスでボーダレス、縦横無尽な存在である。
2019年、元号が令和に変わるとともに調香師/パフュマーとしての始動を発表。

## 受賞
BEAMS show studio コンテスト 審査員賞受賞

## 略歴
モデル
- 2011年 HIRO 2011 A/W
- 2012年 runurunu 2012 S/S
- 2012年 runurunu 2012 A/W
- 2013年 runurunu 2013 S/S
- 2013年 fangophilia 2013
- 2015年 Buccal Cone 2015-16 A/W
- 2016年 チョーヒカル[COMPLEX 複雑]

広告ディレクション
- 2013年 TiMaria'sヘアカラーチョーク

ショー
- Wut Berlin 2011 A/W -Knitt on the Block-
- Wut Berlin 2012 S/S Fashion Show-DIGITAL GODS-
- Wut Berlin 2012-13 A/W Fashion Show-Dark Renaissance-
- Wut Berlin 2012-13 S/S Fashion Show-BOHEMIAN CHOC-
- Wut Berlin 2013-14 A/W Fashion Show-NEW RELIGION-
- Wut Berlin 2014-15 A/W Fashion Show-Baroque Army-
- IRIE CONNECTION 2015 ランウェイ出演
- 2015 MEEWEE DINKEE MiseMonoGo!Yeahhh!!!展 マジカルメカニカルファッションショー出演
- NOZOMI ISHIGURO Houte Couture Show 2015S/S
- ACUOD by CHANU 2022-2023 AW COLLECTION

広告
- 2016年 メイクアップアーティストJIRO監修[キズシール]

映画
- 2016年 映画 少女椿 [花の精]役

CM
- 2008年 Domino's Pizza TV CM
- 2016年 Googleアプリ「春、思い立ったら」篇 声の出演
- 2017年 ライブ配信アプリ17-Live- TVCM

テレビドラマ
- 2010年 SPEC～警視庁公安部公安第五課 未詳事件特別対策係事件簿～第4話出演

MV
- 2011年 New World /w-inds.